# Daniele Righi
Daniele Righi (født 28. marts 1976) er en italiensk tidligere professionel cykelrytter.